# 鴨桃代
鴨 桃代（かも ももよ、1948年 - ）は日本の労働運動家、政治活動家。2002年に結成された全国コミュニティ・ユニオン連合会（全国ユニオン）の初代会長を務めた。

## 経歴
静岡県清水市（現在の静岡市清水区）出身。同市立袖師小学校、静岡雙葉中学校・高等学校卒業後、千葉県千葉市の淑徳大学で全共闘運動に参加した。1972年に同大学社会福祉学部を卒業し、保育士職（当時は「保母」）として千葉県職員となる。その後、学生運動を通じて知り合った中央大学出身の鴨哲登志と結婚。
2人の男児が共に難病となって長男が死亡、育児との両立が困難になったため退職。以後、鴨は日本社会党員かつ社会主義青年同盟の活動家である夫の活動を支えた。哲登志は1987年に習志野市の市議に当選し、以後5期20年務めた。
1988年3月、千葉県内の社会党市議が各地で進めていた無料法律相談をきっかけに、労働組合のない職場で働く労働者や、組合には正規雇用者にしか加盟資格がないため排除されている非正規雇用者（パートタイマー・派遣労働者・契約社員など）でも個人資格として加入できる組合としてなのはなユニオンが結成されると、初代書記長、次いで同年9月には委員長に就任した。以後、同組合委員長。
その後、非正規雇用者の労働相談を受け、その権利擁護と組織化を進めた。1999年には同種の組合の連絡組織であるコミュニティ・ユニオン全国ネットワークの共同代表となり、次いで2002年11月3日に結成された全国ユニオンの初代会長に就任した。全国ユニオンは日本労働組合総連合会（連合）への加盟申請を行い、2003年6月26日にこれが承認された。2004年12月には非正規雇用フォーラムの共同代表に就任した。
2005年10月6日、鴨は連合の会長選挙に出馬し、全国繊維化学食品流通サービス一般労働組合同盟（UIゼンセン同盟）会長の高木剛と争った。事前には高木の無投票当選が予想され、鴨の出馬後も高木の圧勝と見られていたが、選挙では高木の323票に対し鴨は107票を集めた（総投票数472票、他は白票39票、無効3票）。連合加盟時は組合員3000人で、UIゼンセン同盟と比較すると200分の1以下の規模の全国ユニオンから出馬した鴨の得票数は反響を呼び、鴨や全国ユニオンは注目されるようになった。
2007年4月22日投開票の習志野市長選挙では全国ユニオンの委員長として哲登志への支持を呼びかけたが、哲登志は落選した。2008年の末から2009年の年頭にかけ、「派遣切り」によって住居や収入の喪失に直面した非正規労働者に炊き出しや生活相談などの救援活動を行って生活を支援する「年越し派遣村」が企画されると、全国ユニオンはその実行委員会に参加し、鴨も支援を行った。
2013年5月、同年7月の任期満了に伴い行われる第23回参議院議員通常選挙で、社会党の後継政党である社会民主党（社民党）からの立候補を表明し、比例区で同党の公認候補となる事が決まった。これに伴い、全国ユニオンの委員長を辞任した。選挙の結果、鴨は落選している。

## 主張
鴨の主張は全国ユニオンやなのはなユニオンのものと重複する。非正規雇用者の権利保護・拡大を進め、連合を中心とした労働運動の再生を訴えている。最近では偽装請負・偽装出向労働の告発・撲滅、グッドウィルやフルキャストなどの人材派遣企業で働く契約労働者の権利保護などに力を入れている。連合会長選挙出馬の際に発表した立候補宣言では、第4代会長の笹森清が提唱した「社会的労働運動」などの「ニュー連合路線」を支持し、新自由主義による労働規制緩和政策を進める自由民主党の小泉純一郎内閣との対決、日本国憲法、特に憲法第9条の護憲路線を主張した。
新自由主義への反対はホワイトカラーエグゼンプションへの反対運動につながり、第1次安倍内閣にも反対。2012年に自民党が政権に復帰して第2次安倍内閣が成立すると、鴨は同内閣が進める派遣法や労働基準法の改正、特に「限定正社員」制度導入による解雇制限の緩和に反対し、ホワイトカラーエグゼンプションの復活も目論んでいると指摘した。また、自らが仕事と育児・看護の両立で苦悩した経験も踏まえ、性別分業にとらわれない環境整備や長時間労働・広域移動などの「男性規準の働き方」からの転換による仕事と生活の調和を主張する他、全国ユニオンの主張に合わせて最低賃金の時給を全国一律で1200円に引き上げる事を求めている。この他、社民党の主張である原子力発電所への反対、憲法改正阻止、貧困への反対も訴えている。

## 政治活動
鴨は社会党や社民党を支持し、各地の選挙で候補者の推薦人に名を連ねた。2013年、自らの参議院選挙立候補に際しては、社民党党首の福島瑞穂の他、それまでの選挙で支援してきた保坂展人や宇都宮健児などが推薦人に加わった。また、年越し派遣村の村長だった社会運動家の湯浅誠、作家の雨宮処凛、和光大学教授・元朝日新聞記者で女性問題の専門家である竹信三恵子や全国ユニオン参加団体のメンバー等も推薦人に名を連ねた。